# Biserica Dumineca Tuturor Sfinților din Râmești

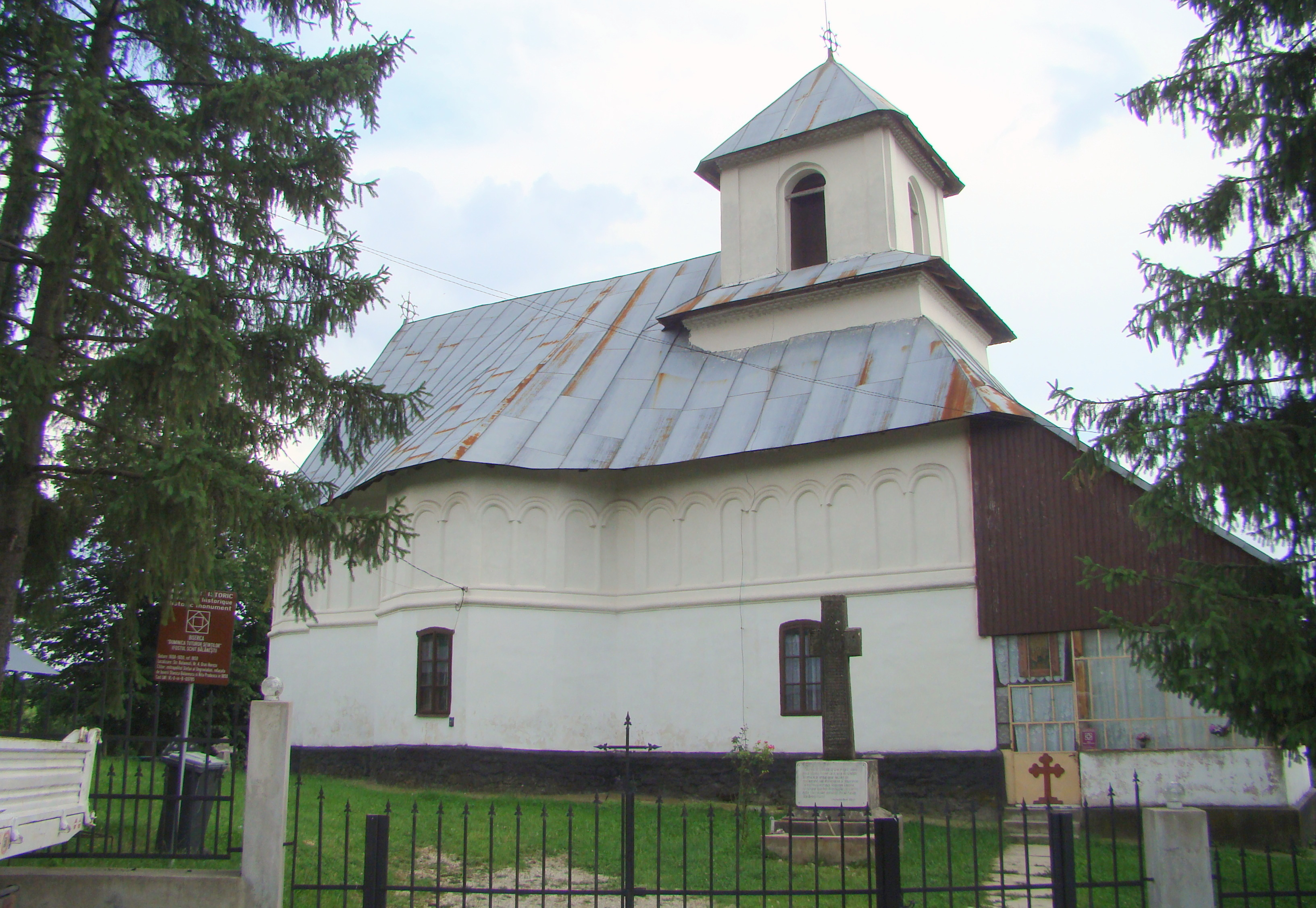
Biserica de zid cu hramul „Dumineca Tuturor Sfinților” din Râmești, oraș Horezu, județul Vâlcea, foto: iunie 2018.

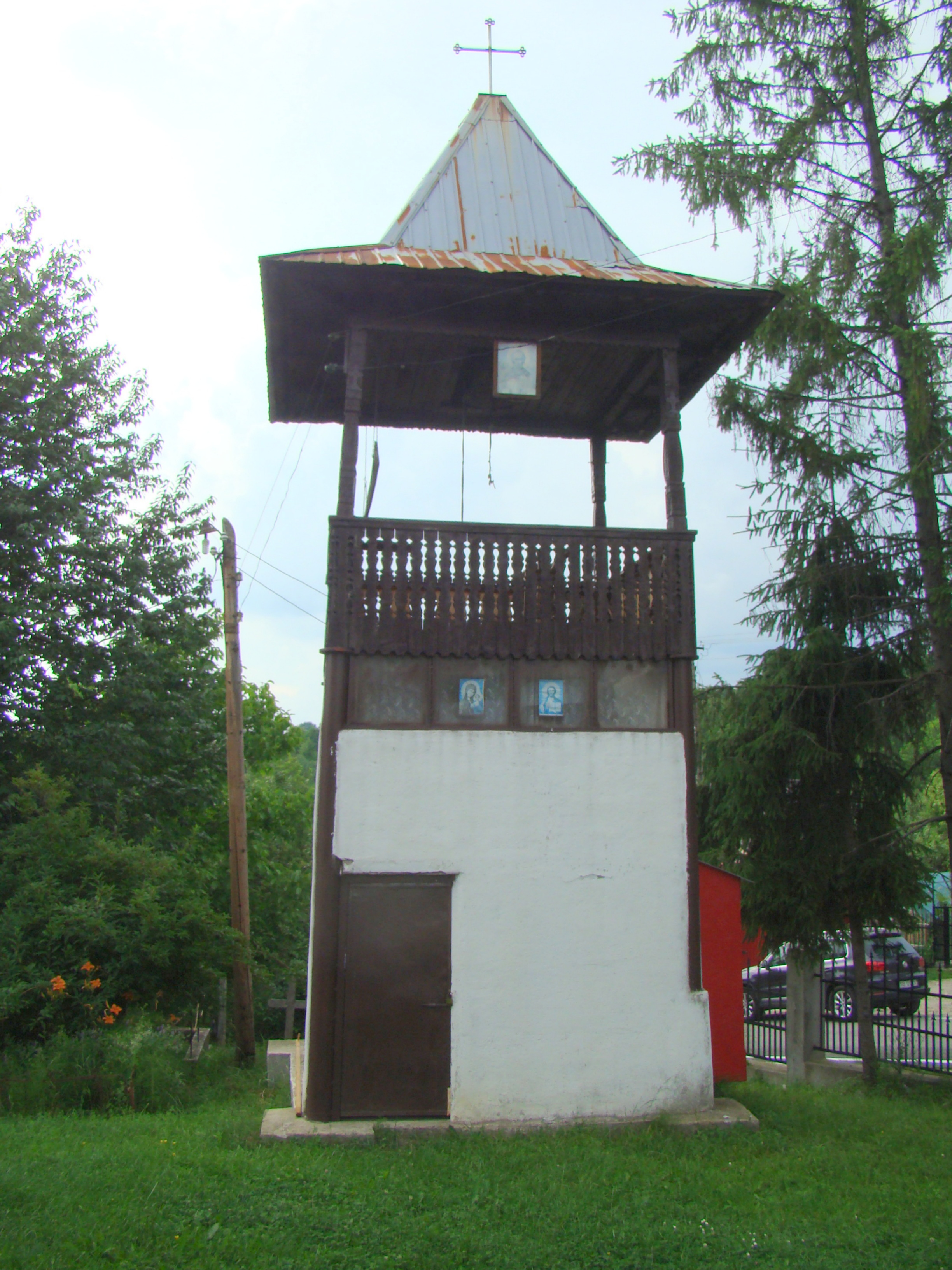
Clopotnița

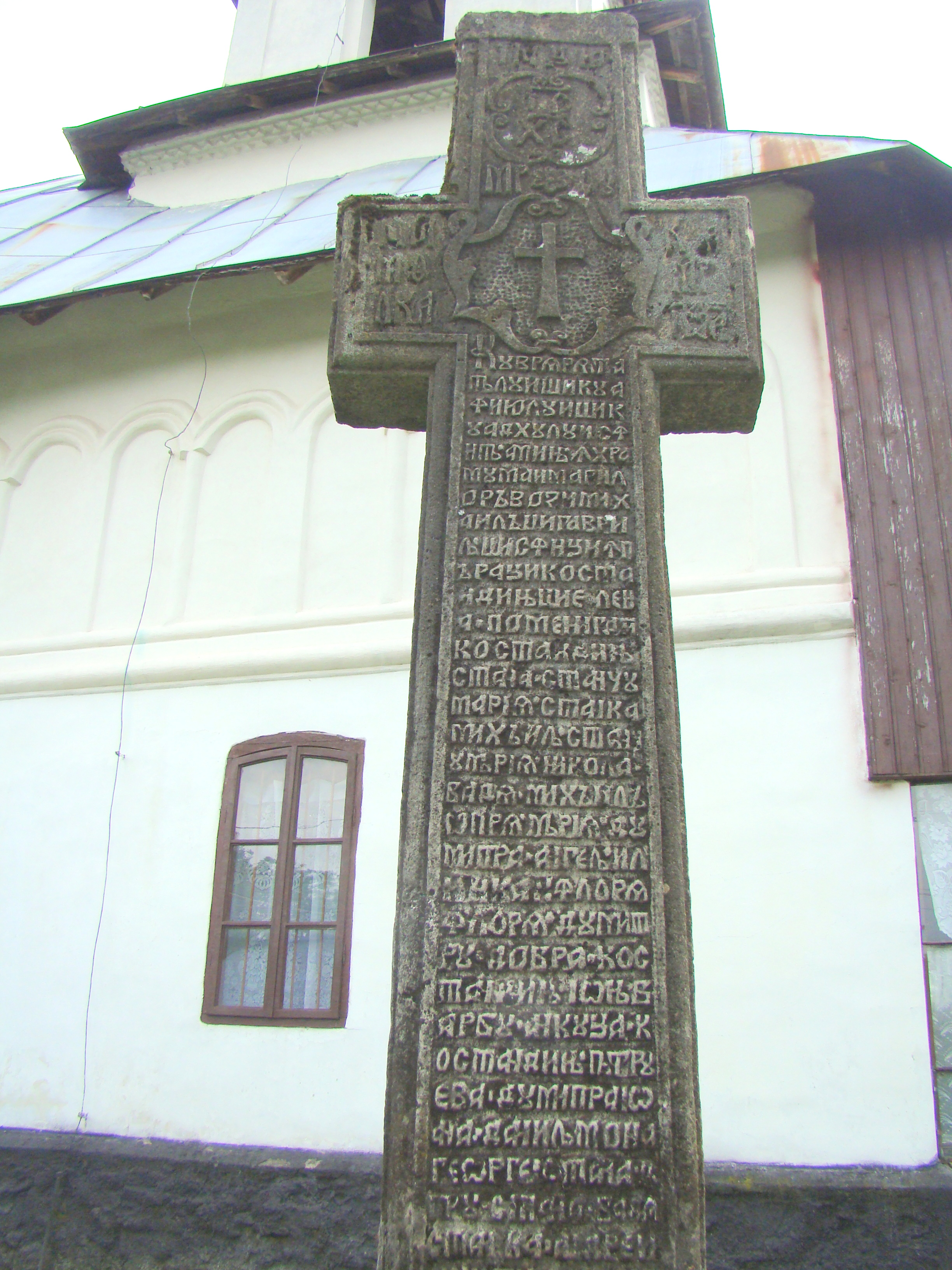
Crucea de piatră a bisericii, din anul 1787, având următorul text cu alfabet chirilic: „Cu vriaria Tatălui și cu a Fiului și cu a D[u]hului Sf[â]ntu, aminu. În hramu mai mariloru Vo[ivo]zi Mihailu și Gavrilu și Sf[i]nți[i] Împărați Costandinu și Elena, pomenește, Doamne: Costandinu, Stana, Stanciu, Mariia, Stanca, Mihăilu, Stanciu, Măriia, Nicola, Badia, Mihăilă, Opria. Mariia, Dumitra, Anghelu, Ilinca, Floria, Floria, Dumitru, Dobra. Costandinu, Ionu, Barbu, Ancuța, Costandinu, Pătru, Eva, Dumitra, Ioana. Danilu mona[hu], Gheorghe, Stana, Pătru, Stana, Badia […]”. Pe latura din stânga este scris: „Radu, Mihăilă, Nedialia, Ion, Nicolae, Filipu; 7296 [1787] noiembrie 3. Gheorghe cruceri”.

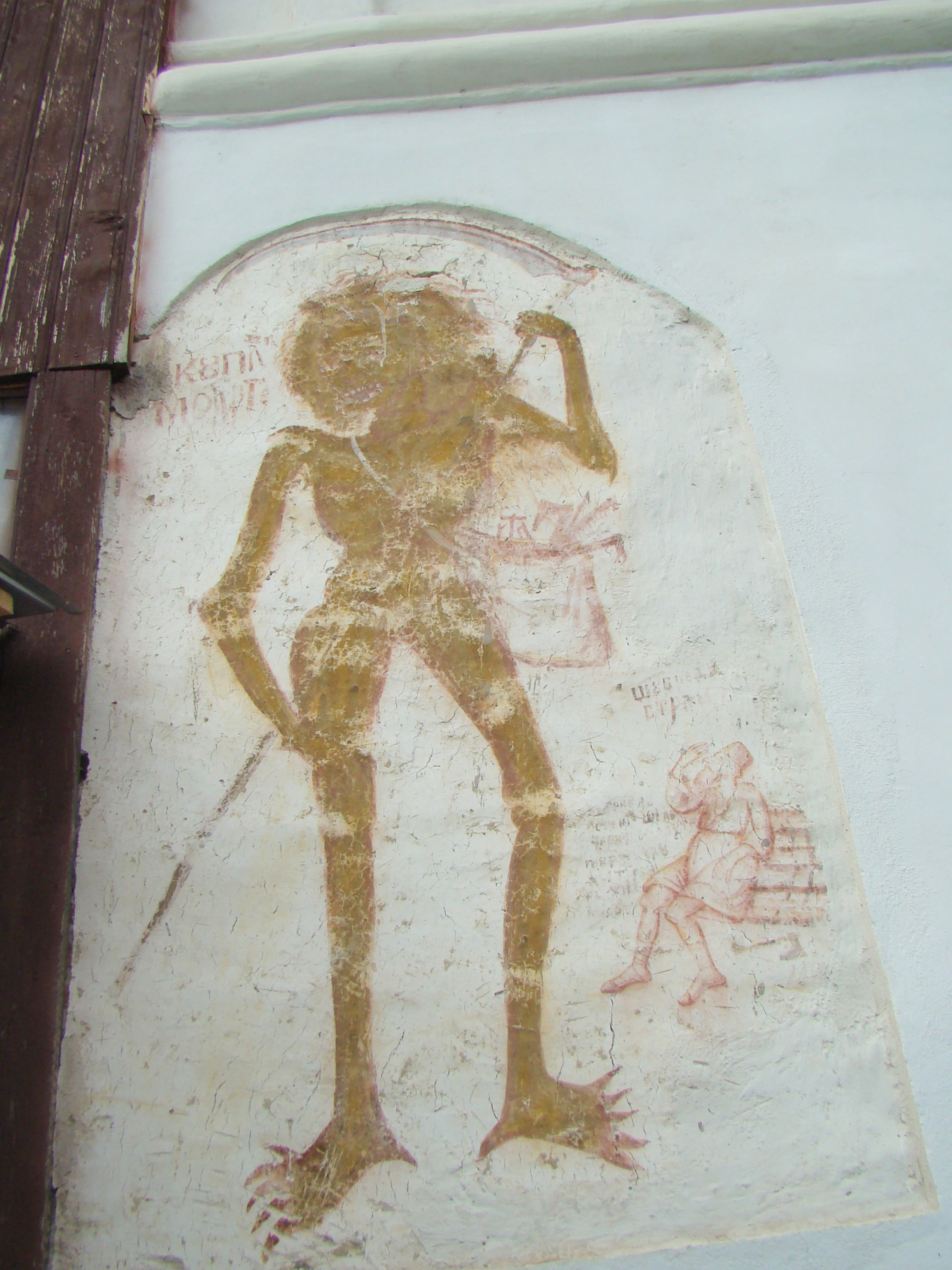
Pictura originală, de secol XVII, a fost descoperită în anul 2004, odată cu refacerea tencuielii exterioare; reprezentarea Morții, de pe peretele de sud, dinspre cimitir, umanizată până în cele mai mici amănunte.

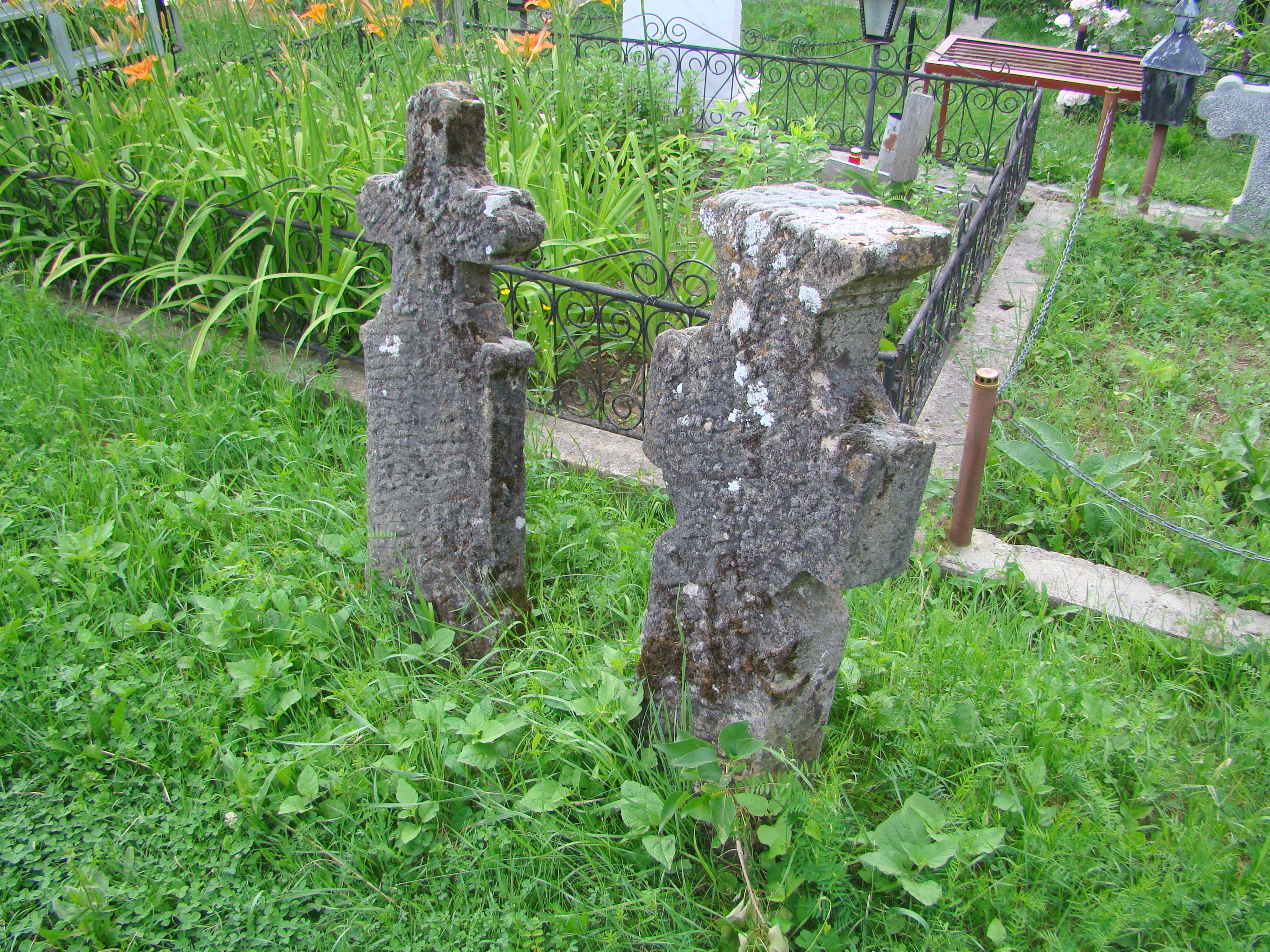
Cruci vechi

Biserica de zid cu hramul „Dumineca Tuturor Sfinților” din Râmești, oraș Horezu, județul Vâlcea, a fost construită în anul 1659. Biserica se află pe noua listă a monumentelor istorice sub codul LMI:  VL-II-m-B-09785.

## Istoric și trăsături
Biserica cu hramul „Duminica Tuturor Sfinților” este cel mai vechi lăcaș de cult din zona orașului Horezu. Este situată pe cursul râului Râmești, pe dealul Bălăneștilor, ce domină târgul Hurezilor. Este ctitoria marelui cărturar, mitropolitul Ștefan, originar din această localitate vâlceană.
Deoarece lipsește pisania originară, data exactă a sfințirii bisericii nu este cunoscută cu certitudine. După tradiția locală, construcția ar fi fost începută în 1642 de Ștefan, viitorul mitropolit al Țării Românești, când a devenit egumen la Mănăstirea Tismana. Virgil Drăghiceanu încadrează construirea bisericii între anii 1658–1659; I. Donat o încadrează tot în această perioadă, a domniei lui Mihnea al III-lea (martie 1658-noiembrie 1659).
Paul de Alep, care l-a însoțit pe patriarhul Macarie al Antiohiei în călătoria sa în Țara Românească, ne lasă o informație interesantă despre ctitoria lui Ștefan, pe care o vizitează la 9 iulie 1657, în timpul domniei lui Constantin Șerban: „în drumul nostru am trecut printr–un sat numit Râmești, locul de naștere a lui Ștefan, mitropolitul Țării Românești, care clădește aici o biserică de piatră”. Patriarhul Macarie și fiul său au oficiat o liturghie în biserica de lemn, alături de ctitoria mitropolitului Ștefan. De aici putem deduce că la această dată ctitoria mitropolitului Ștefan era în construcție, dar că pictura și sfințirea s-a făcut la 8 noiembrie 1658, după vizita arhiereilor sirieni, în primul an de domnie a lui Mihnea al III–lea.
În timpul domniilor fanariote, biserica a fost părăsită și lăsată ruinării; la anul 1859, i s-au făcut reparații capitale. Este repictată și i se face tâmpla din zid de către boierii Stănică Bălănescu, Niță Prodescu și alții, cum se arată în pisania de deasupra ușilor împărătești de la altar: „Această Sfântă și Dumnezeiască biserică cu hramul Duminica Tuturor Sfinților s-au fondat în zilele Domnului Matei Basarab, cu stăruința arhiereului Ștefan, în anul 7006 de la zidirea lumii și făcându–se pictura a doua oară, din nou cu cheltuiala domnilor boieri Stănică Bălănescu, Boier Niță Prodescu, Ipitropul satului, Niță Covrea din Tg. Horezu și obștea satului în anul 1859. Iar în anul 1931 s-au reparat această sf. Biserică cu ajutorul tuturor enoriașilor”. 
Biserica are un plan trilobat, cu abside poligonale și cu turlă pătrată deasupra pronaosului, stil arhitectonic specific bisericilor oltene. Este o construcție monumentală cu ziduri groase, făcute din piatră, cărămidă și var cald, așezată fiind pe război de stejar ce se află la adâncime, fapt care îi dă stabilitate. Zidită în formă de cruce greacă, ea are absidele pentagonale și altarul heptagonal; naosul este despărțit de pronaos printr–un perete străbătut de o ușă cu două ferestre laterale; boltirile sunt făcute prin calote sprijinite pe pandantivi, pe semicalotele absidei. Cele două încăperi sunt acoperite cu câte o calotă sferică ce se sprijină pe zidărie. În exterior, un brâu încinge lăcașul în zona mediană. Dacă registrul inferior este neted, nedecorat, cel aflat deasupra brâului are o suită de arcaturi subliniate de ciubuce. Răsuflători de mic diametru străpung fațadele din dreptul pronaosului și altarului. Biserica a primit pe fațada de vest adaosul unei construcții adăpost din lemn, folosită de credincioși la sărbătorile hramului, după ce la 1859, vechea tâmplă din lemn, unde sunt reprezentați în pictură mitropolitul Ștefan și Mihnea al III–lea voievod, a fost fixată pe un suport de zidărie.
A mai fost reparată de enoriași în anul 1931, când a fost legată în fier și înzestrată cu un jilț arhieresc, un frumos iconostas și strane pentru cântăreți și credincioși, toate sculptate în lemn de stejar masiv, de sculptorul Ion Dumitrescu din Horezu.
Din mobilierul inițial se păstrează icoana de lemn a hramului datată la 1658–1659 cu textul „Vlădica Ștefan”, icoana de crucifix și o evanghelie datată 1682, tipărită în zilele domnului Șerban Cantacuzino, de mitropolitul Teodosie. Catapeteasma bisericii prezintă influențe baroce; la poalele crucifixului, într–un medalion, este reprezentat mitropolitul Ștefan, îmbrăcat în veșmântul de ceremonie, cu mitra pe cap și textul „Ștefan mitropolit”, în stânga lui se află domnitorul Mihnea al III–lea, cu textul „Io Mihail Voivod”, amândoi în poziția de rugăciune, cu privirile spre Maica Domnului cu Pruncul.

## Imagini

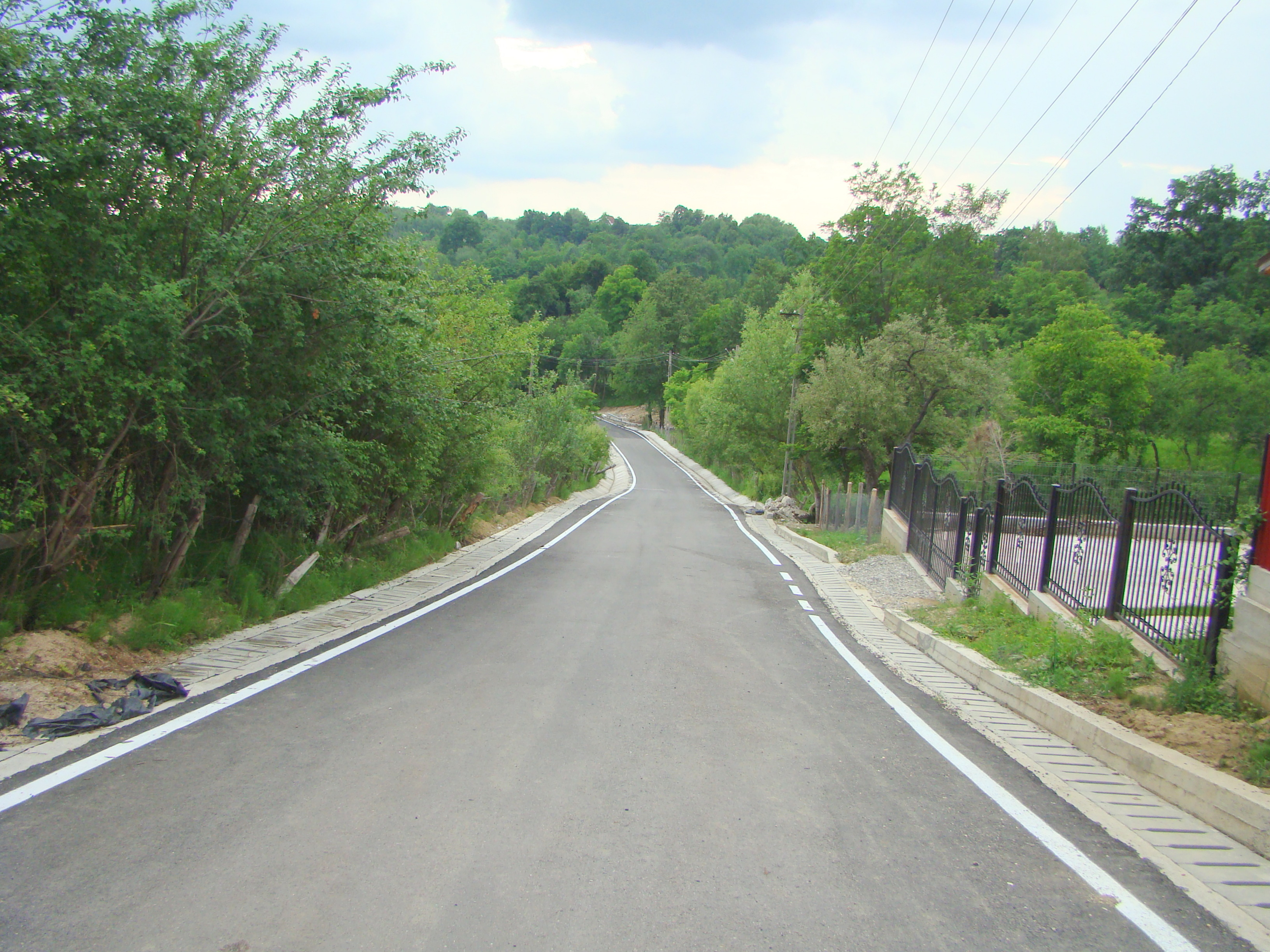
Drumul spre biserică
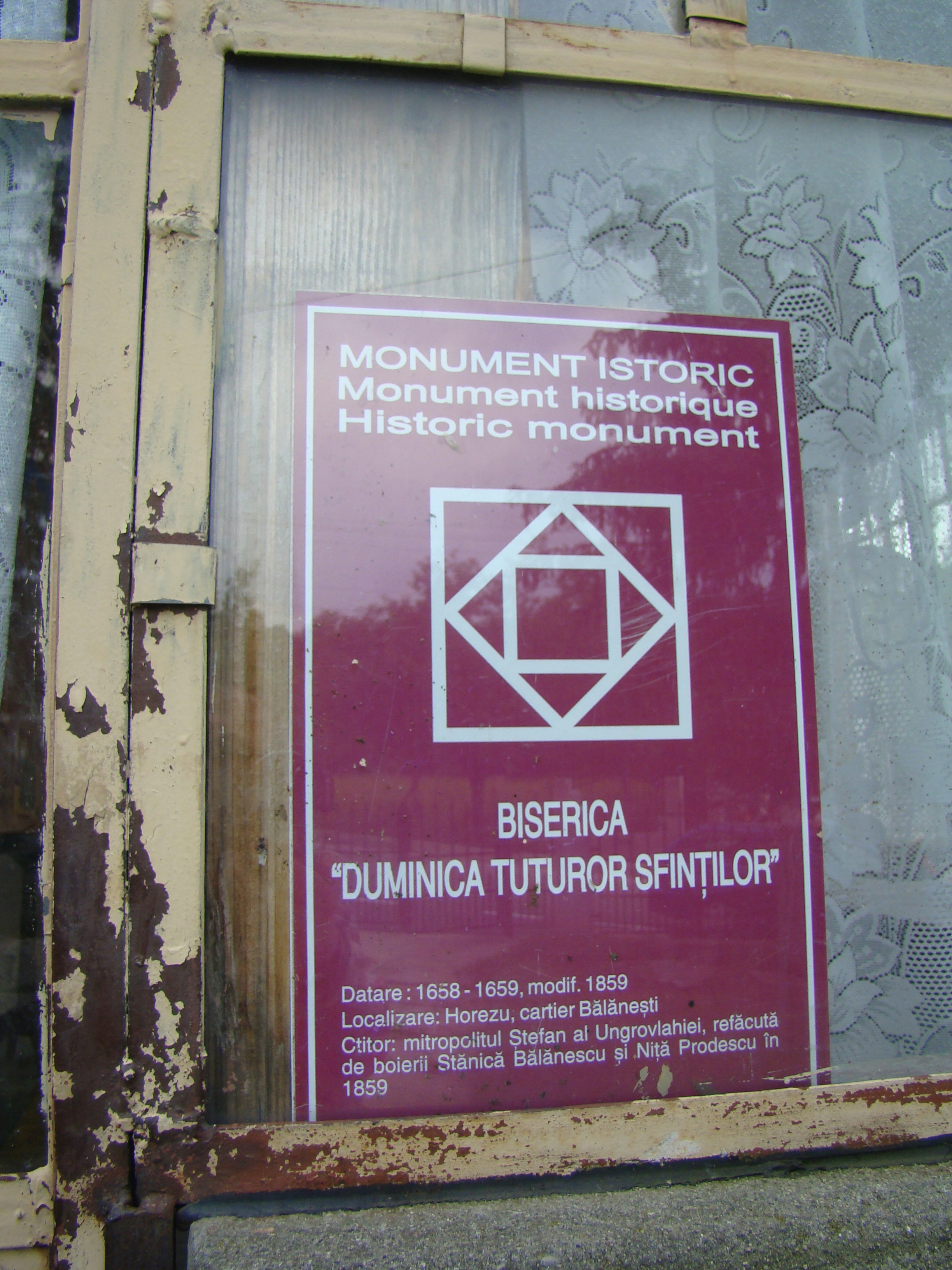
Tablă de monument
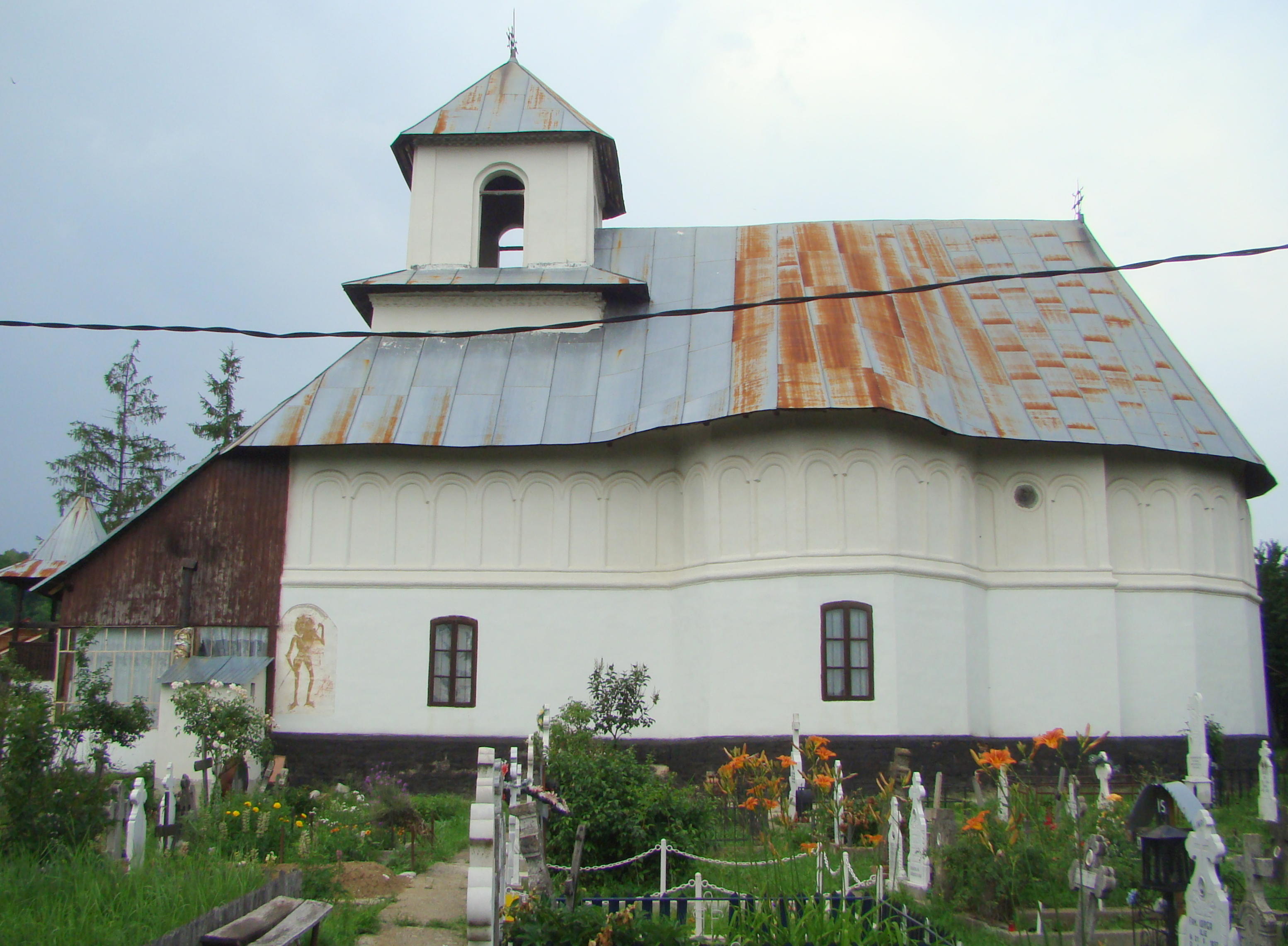
Biserica (sud)
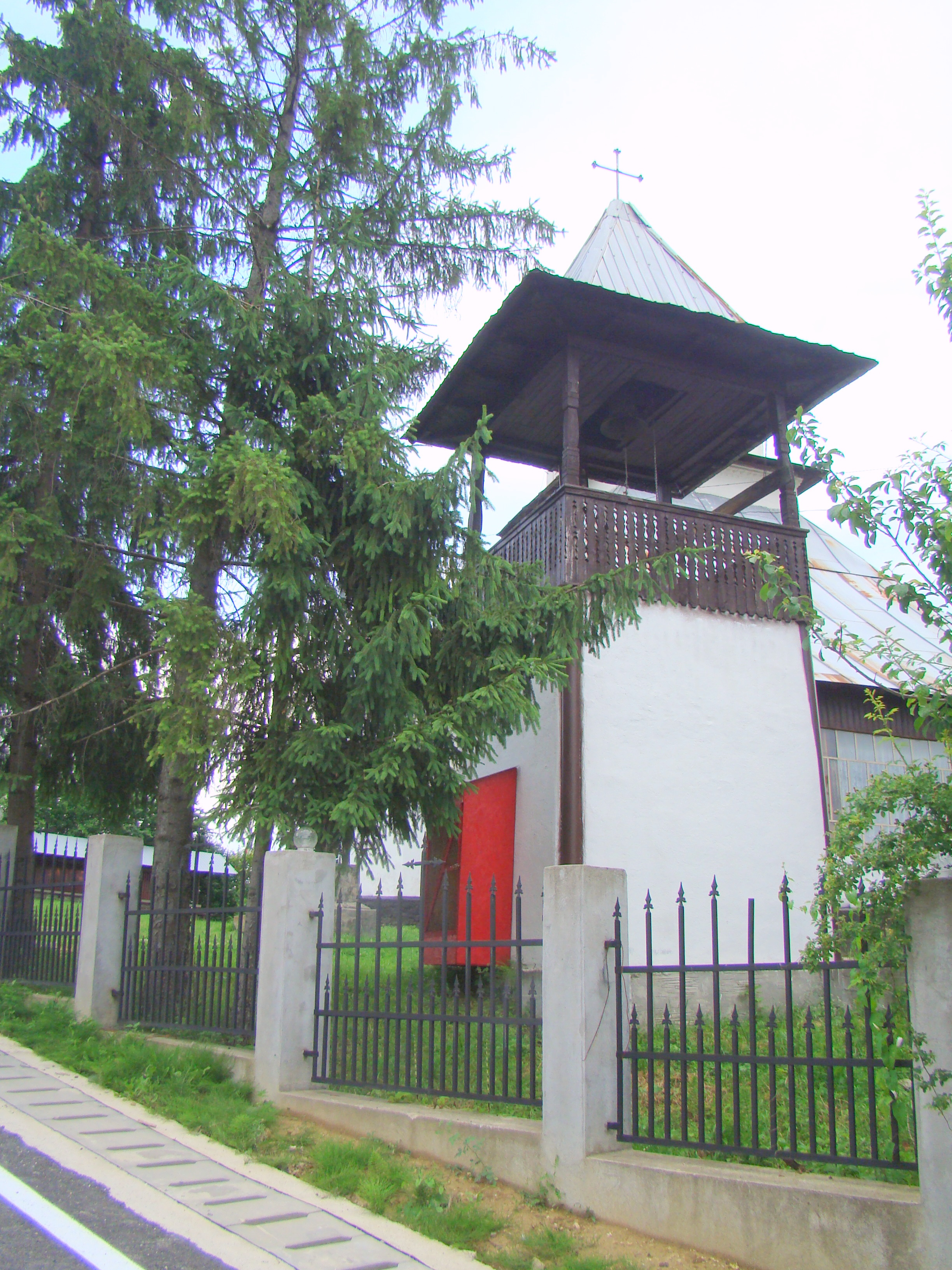
Clopotnița
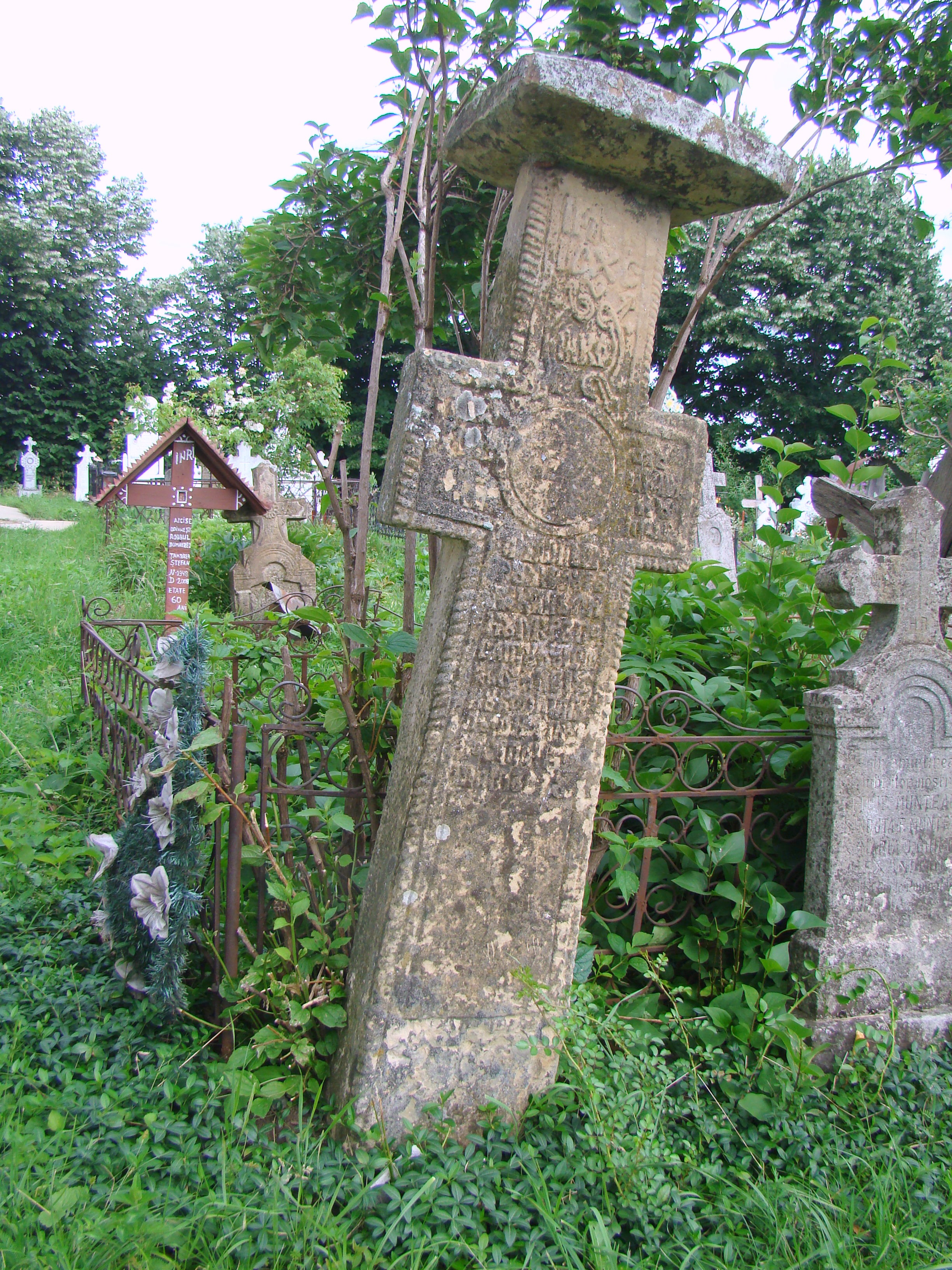
Cruce veche de piatră
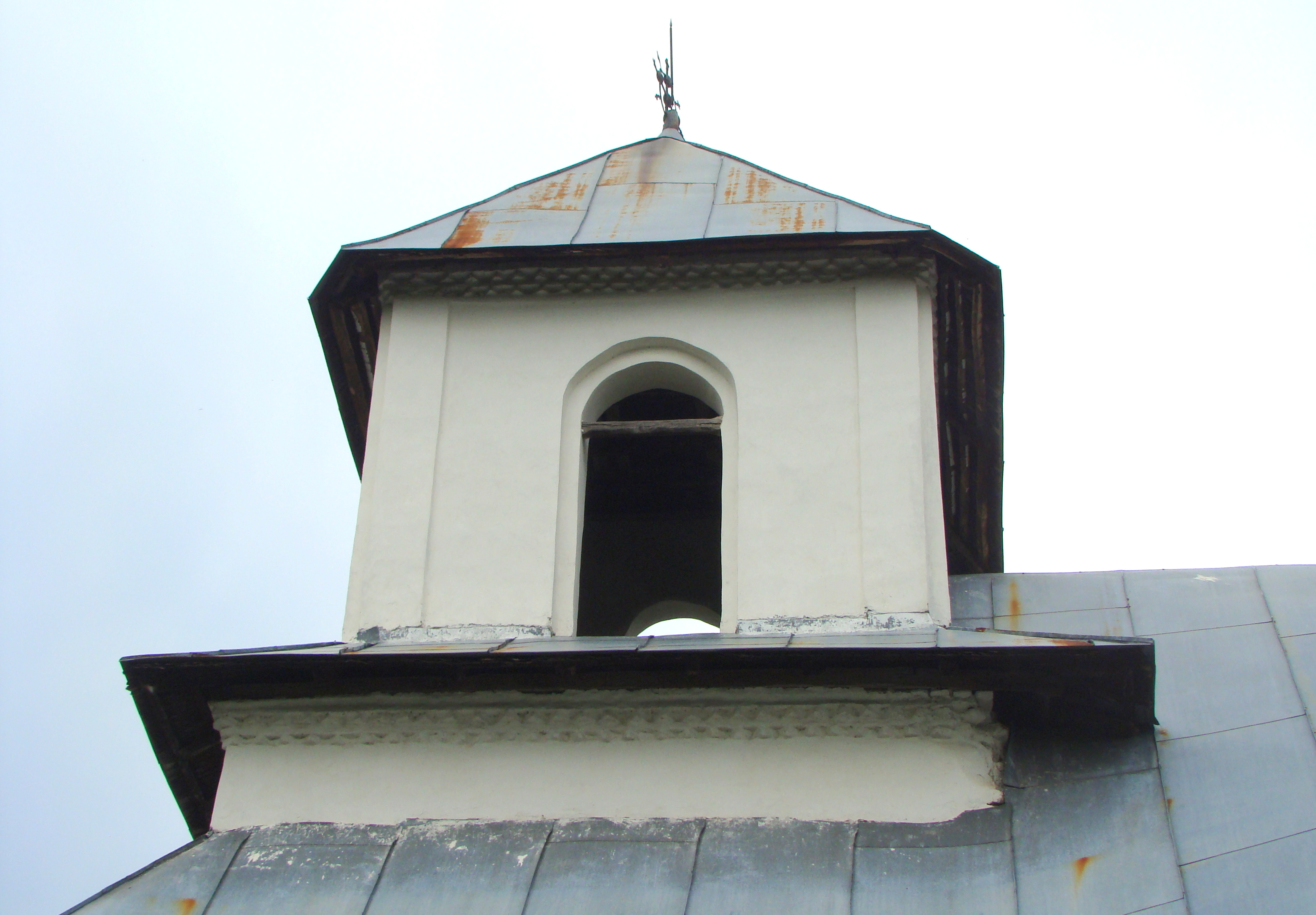
Turnul
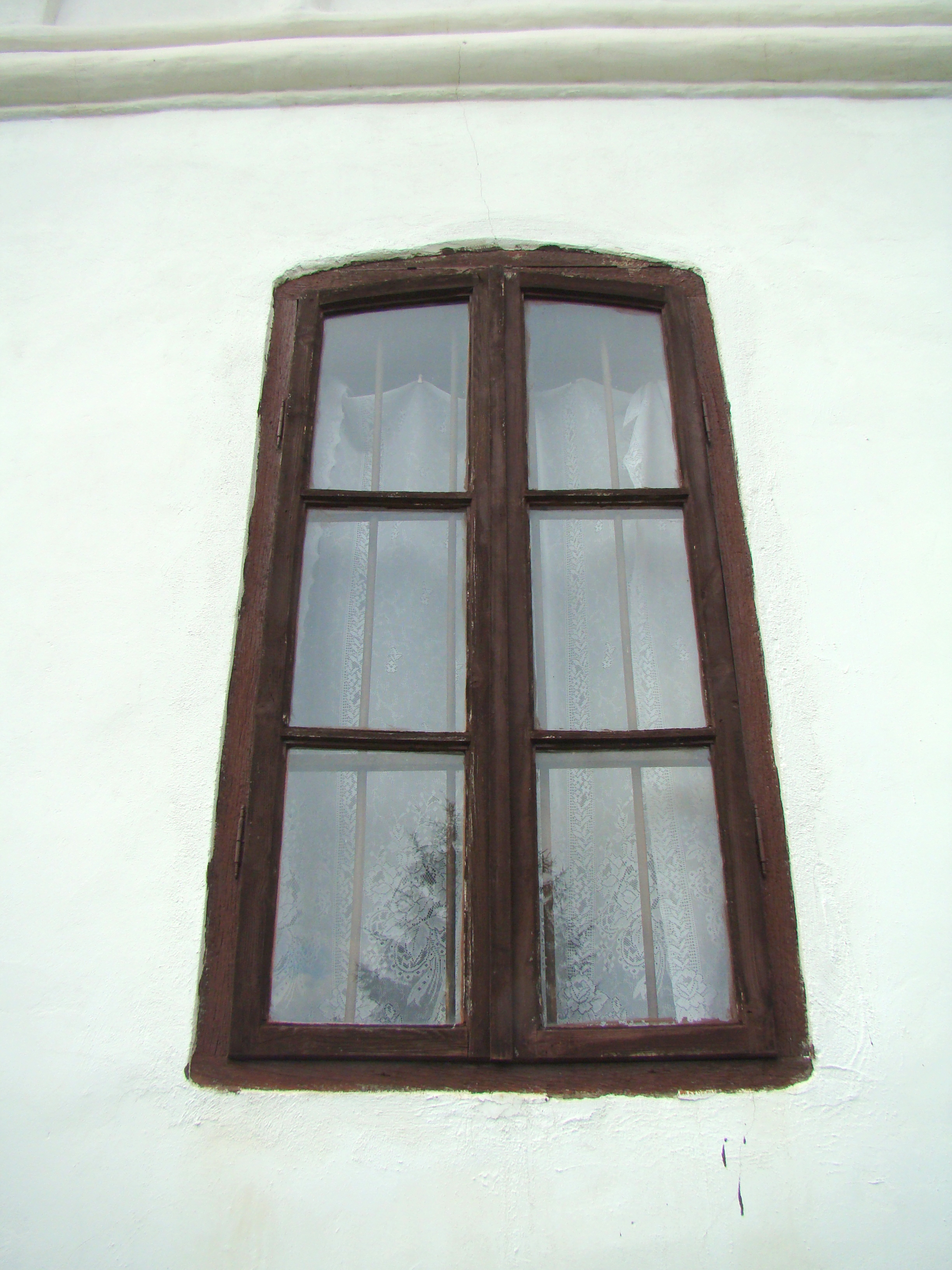
Fereastră
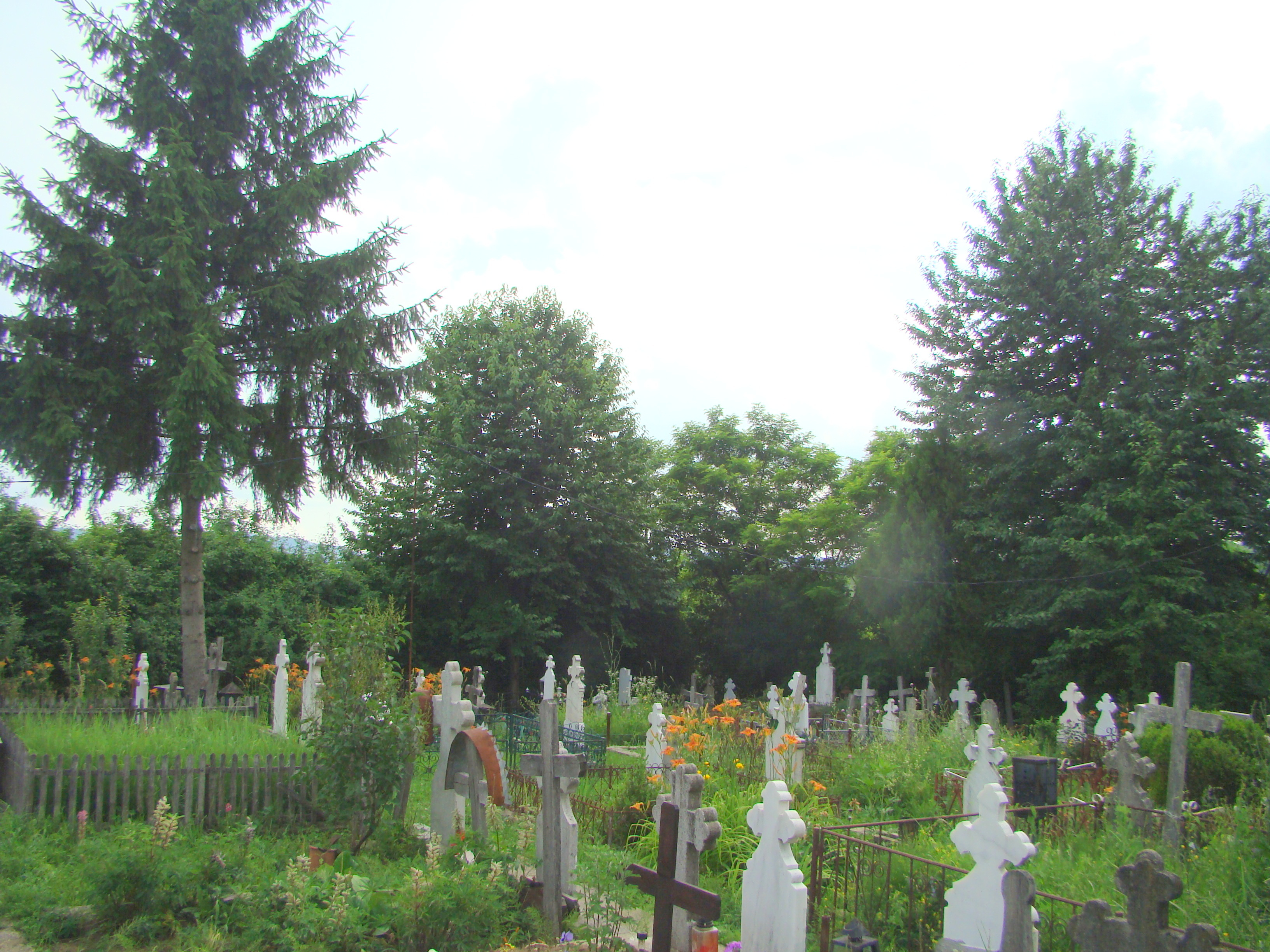
Cimitirul și împrejurimile
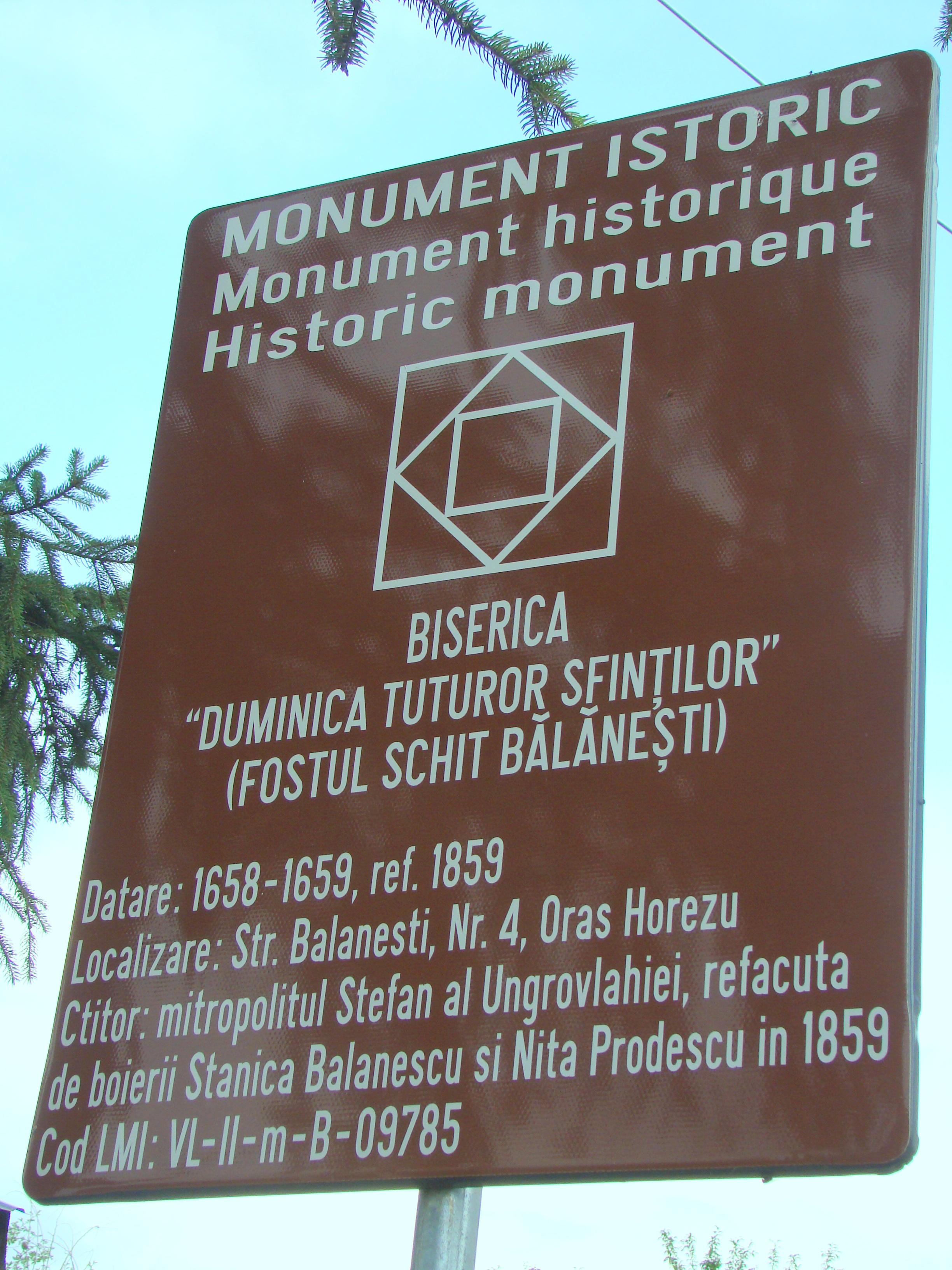
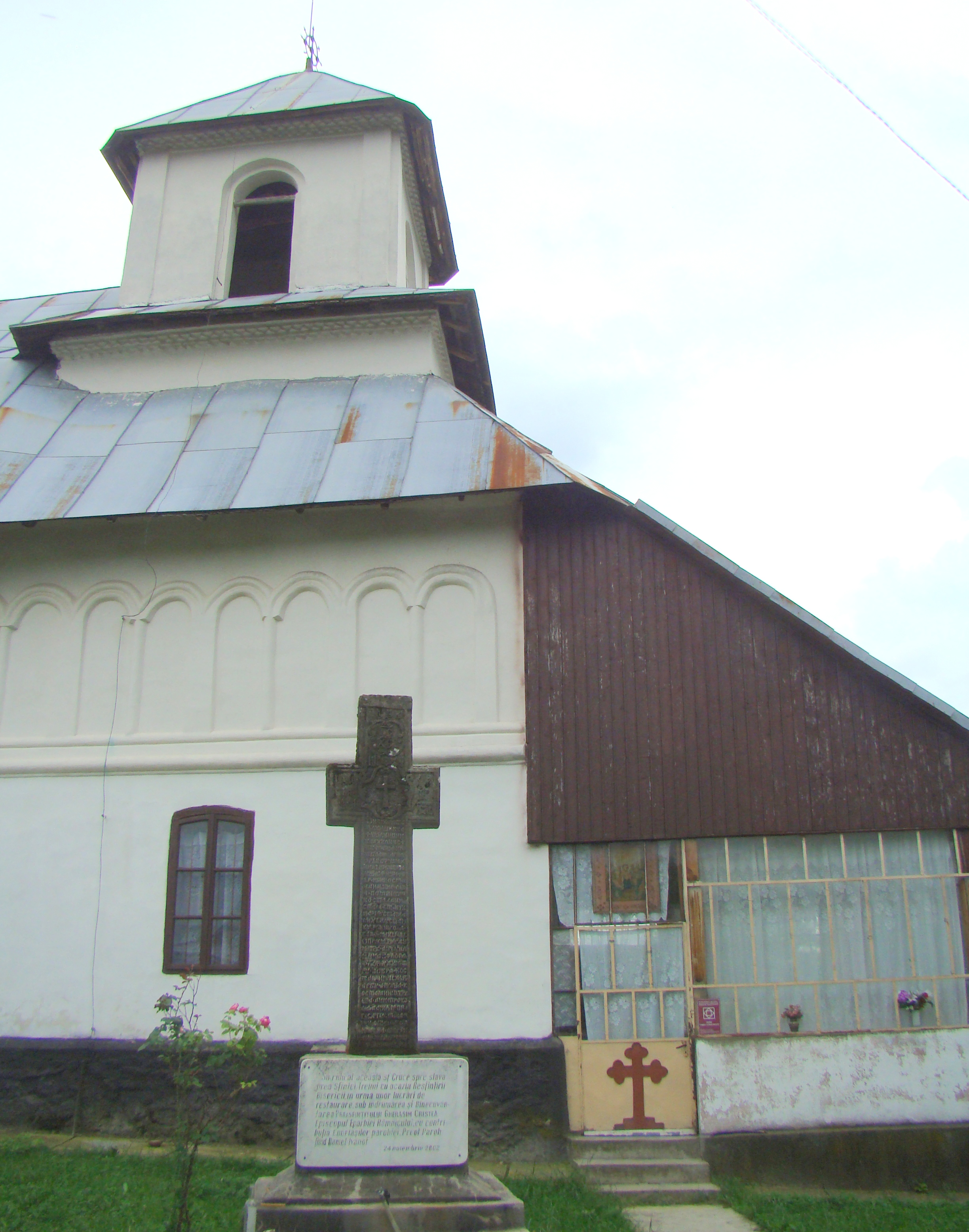
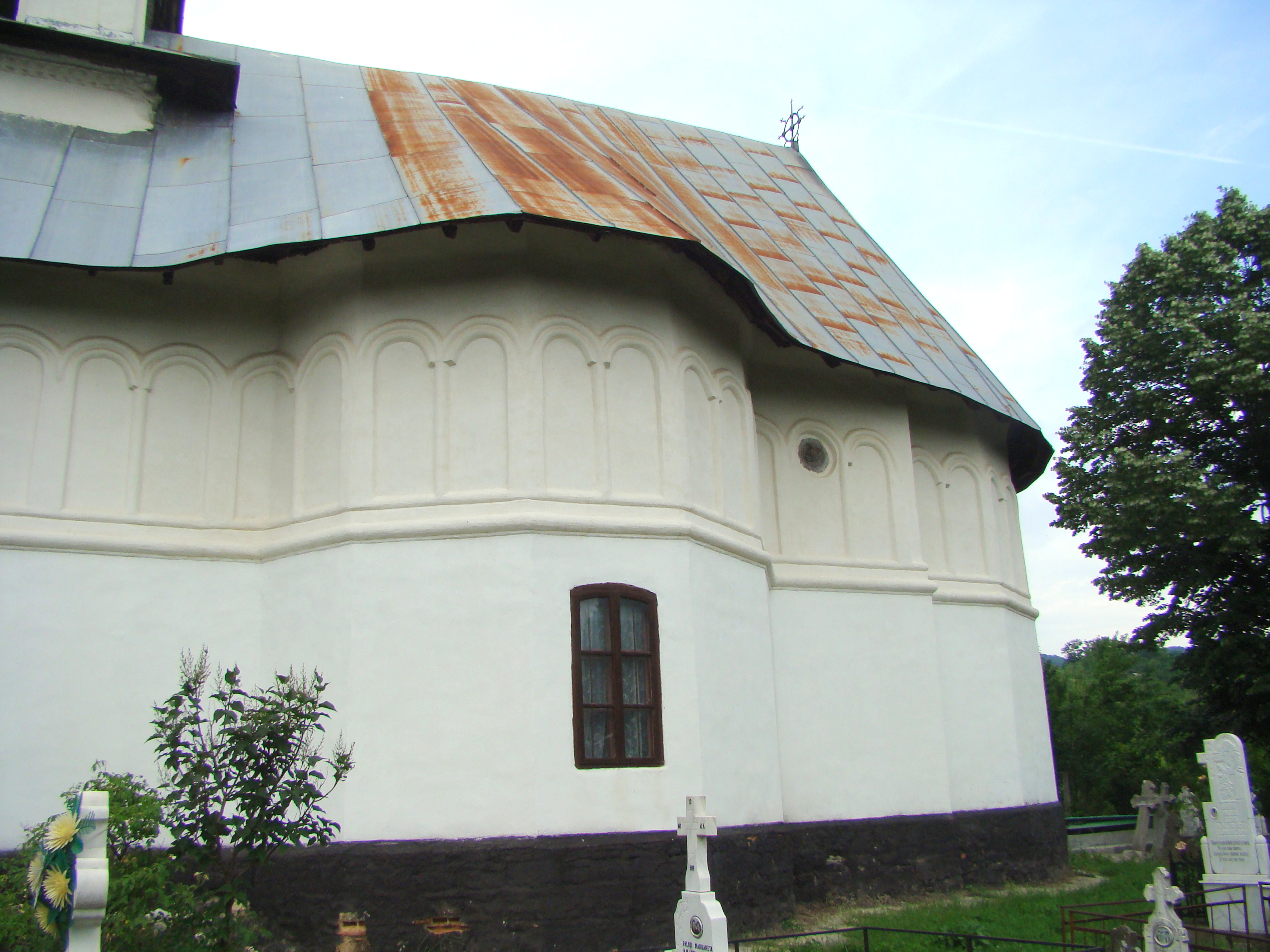
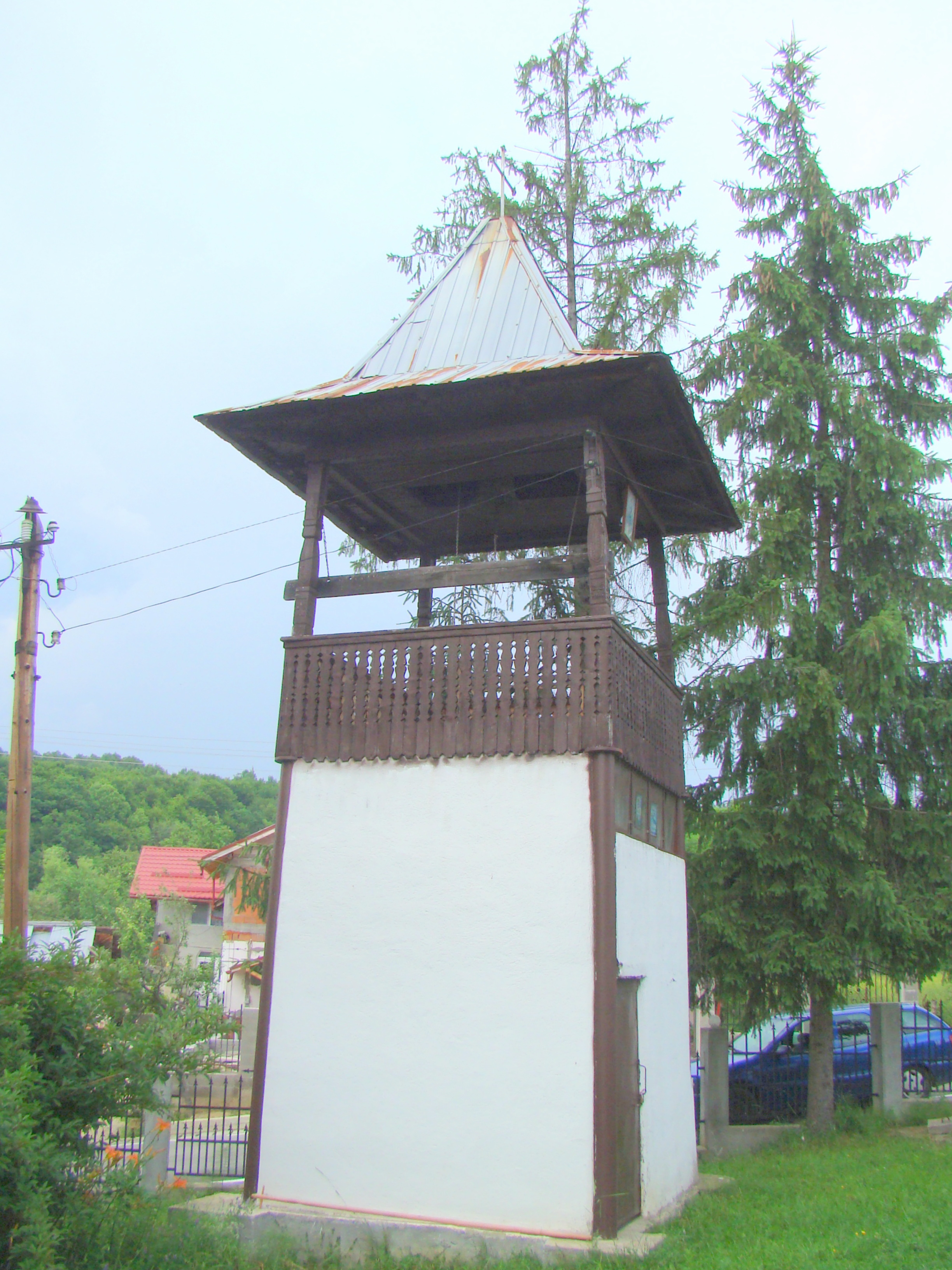
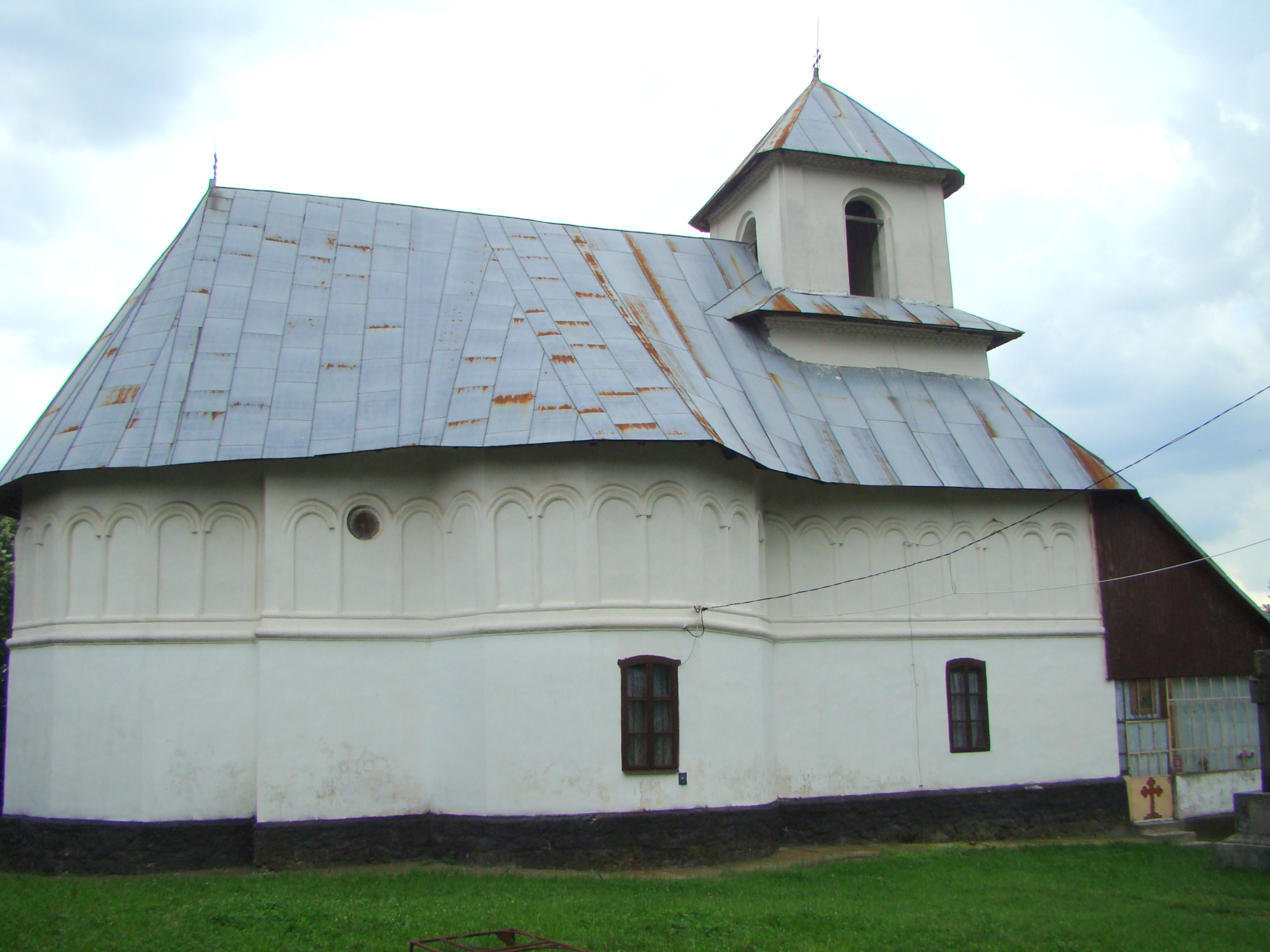
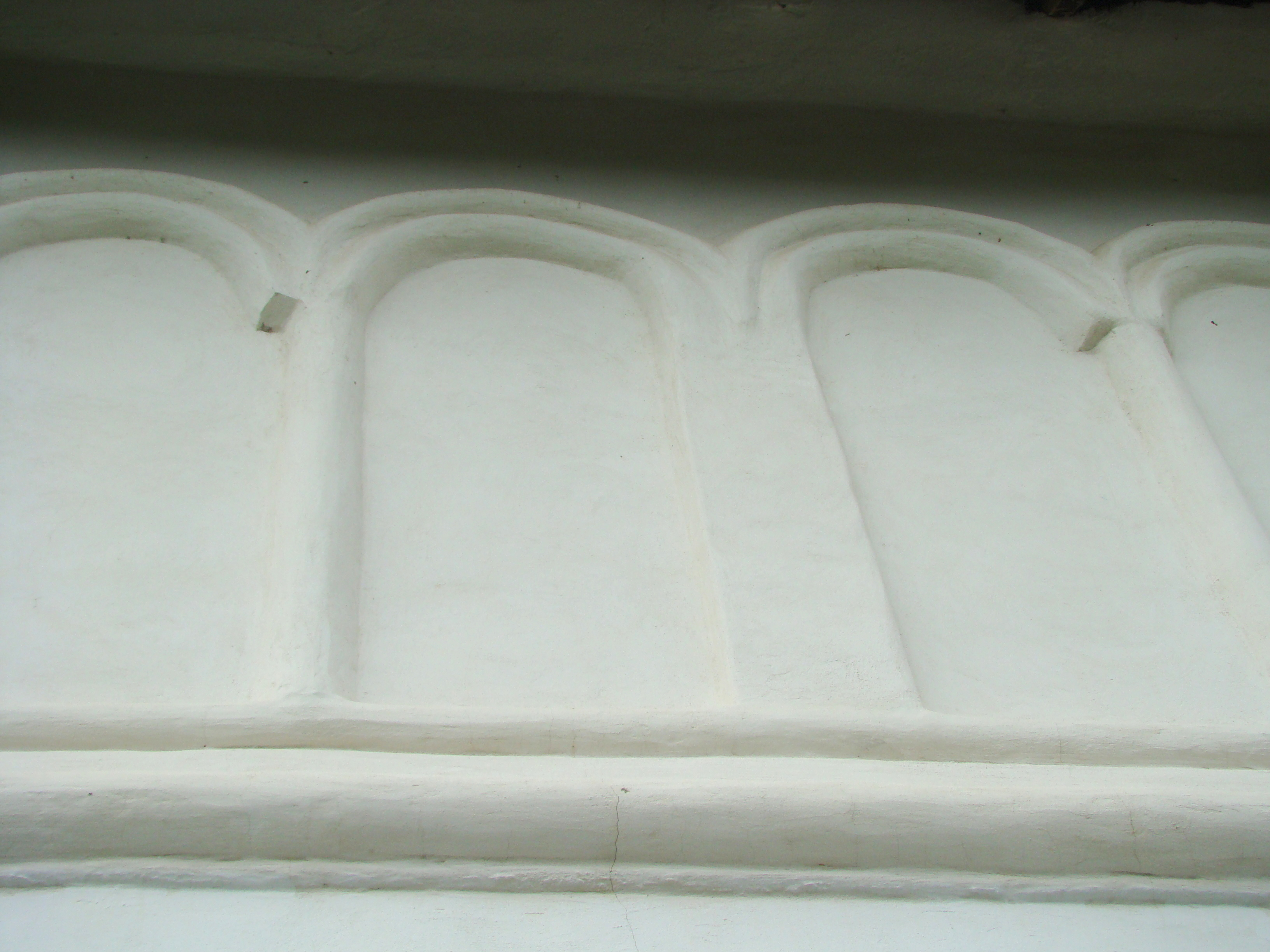
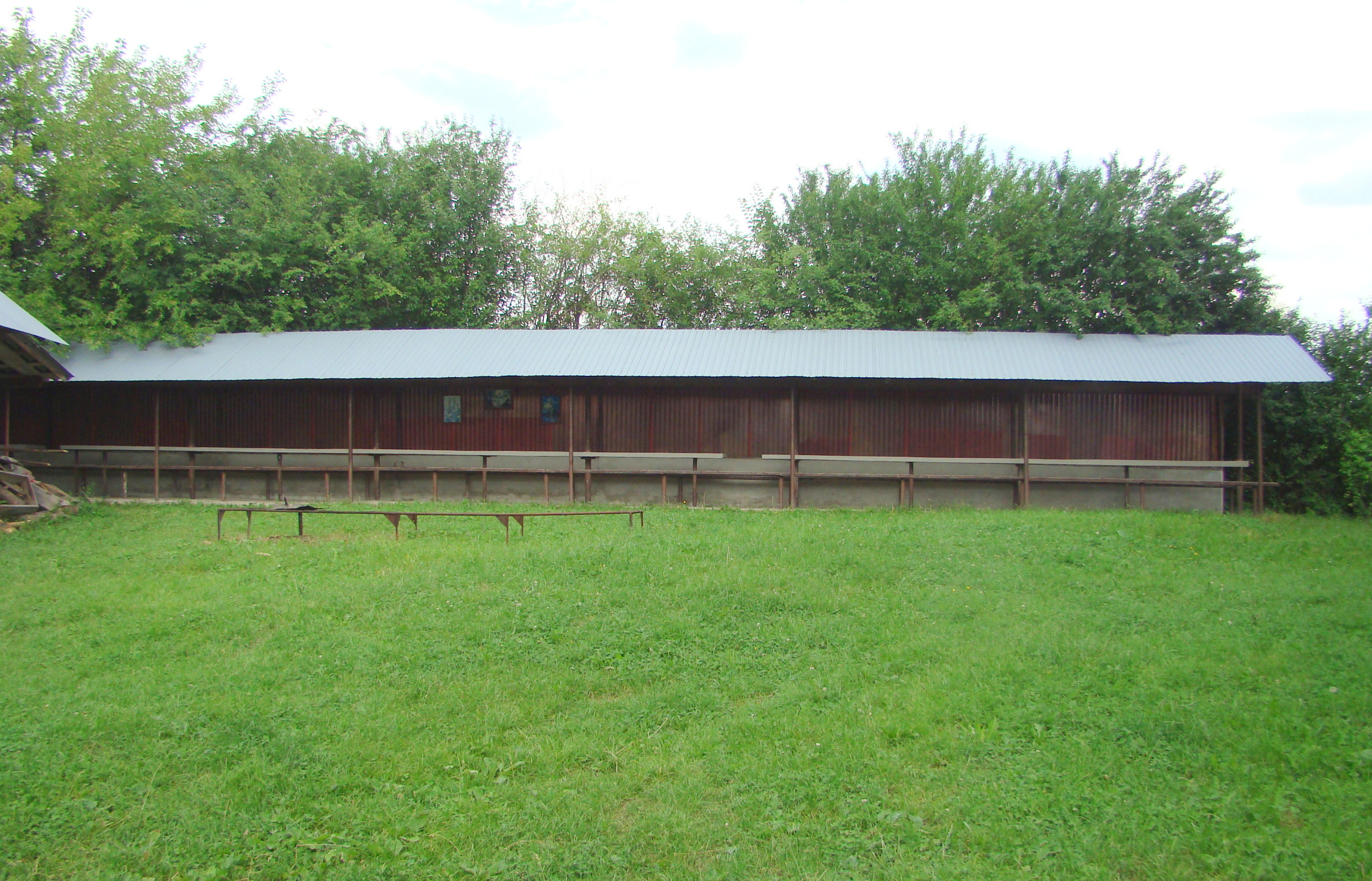
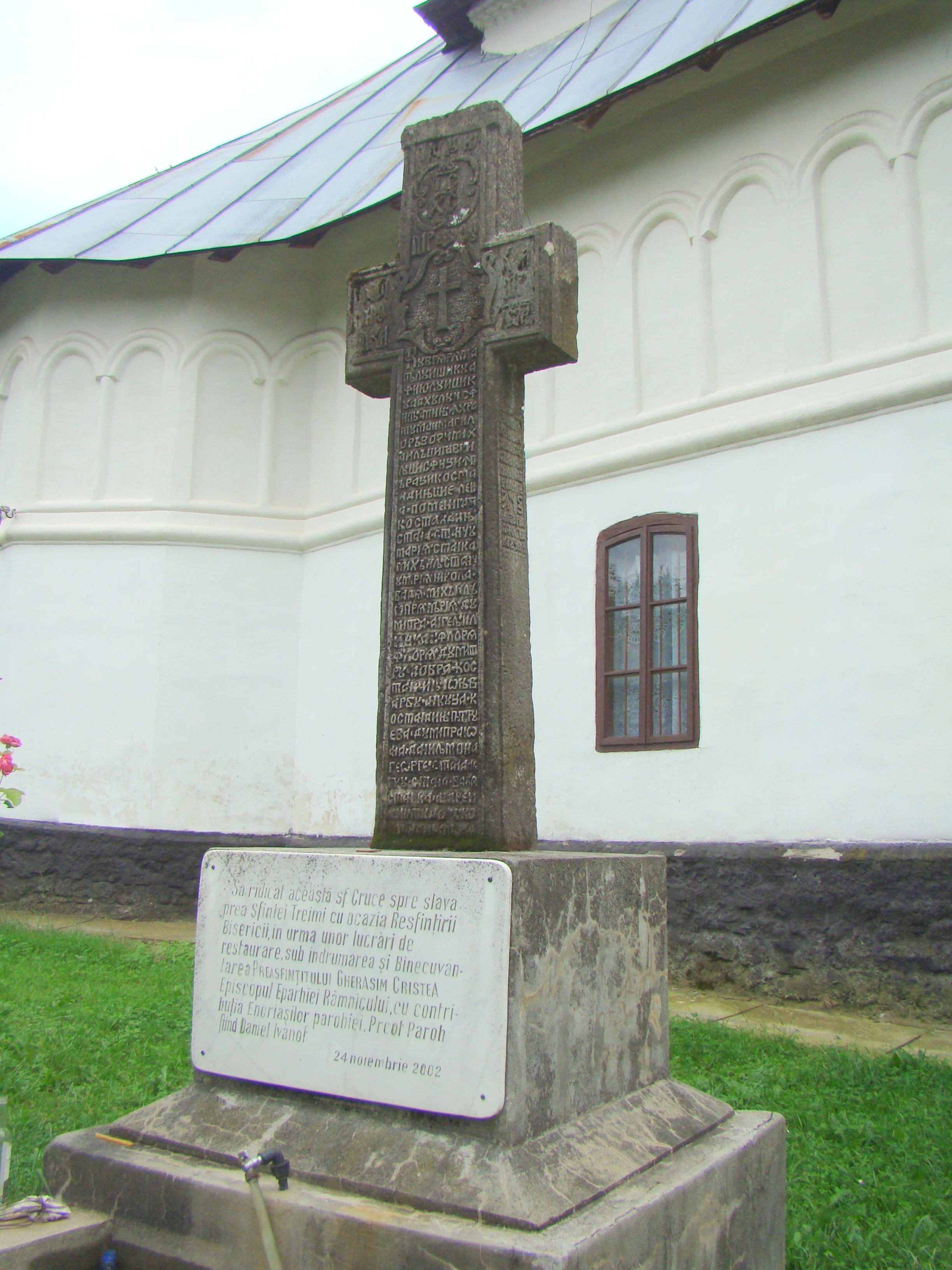